# Mount St. Piran
Mount St. Piran är ett berg i Kanada.   Det ligger i provinsen Alberta, i den centrala delen av landet, 3 000 km väster om huvudstaden Ottawa. Toppen på Mount St. Piran är 2 649 meter över havet, eller 216 meter över den omgivande terrängen. Bredden vid basen är 0,98 km. Mount St. Piran ingår i Bow Range.
Terrängen runt Mount St. Piran är bergig åt sydväst, men åt nordost är den kuperad.Trakten runt Mount St. Piran är nära nog obefolkad, med mindre än två invånare per kvadratkilometer.. Närmaste större samhälle är Lake Louise, 4,9 km öster om Mount St. Piran. 
Trakten runt Mount St. Piran består i huvudsak av gräsmarker.